# Asiosilis unifossulata
Asiosilis unifossulata là một loài bọ cánh cứng trong họ Cantharidae. Loài này được Wittm. miêu tả khoa học năm 1939.